# Coppa del Brasile 2024 (pallavolo maschile)
La Coppa del Brasile 2024, 12ª edizione della coppa nazionale brasiliana di pallavolo maschile, si è svolta dal 24 gennaio al 10 marzo 2024: al torneo hanno partecipato otto squadre di club brasiliane e la vittoria finale è andata per l'ottava volta, la seconda consecutiva, al Sada.

## Regolamento

### Formula
Le squadre hanno disputato quarti di finale in gara unica, accoppiate col metodo della serpentina e in casa delle quattro formazioni meglio classificate al termine del girone di andata di Superliga Série A 2023-24; le formazioni vincenti hanno poi disputato una final-4, con semifinali e finale in gara unica.

### Criteri di classifica
Se il risultato finale è stato di 3-0 o 3-1 sono stati assegnati 3 punti alla squadra vincente e 0 a quella sconfitta, se il risultato finale è stato di 3-2 sono stati assegnati 2 punti alla squadra vincente e 1 a quella sconfitta.
Per determinare la classifica dalla 5ª all'8ª posizione e dalla 3ª alla 4ª posizione, si tiene conto del numero di punti ottenuto rispettivamente dalle quattro formazioni eliminate ai quarti di finale e dalle due formazioni eliminate nelle semifinali durante la fase di qualificazione (i quarti di finale). In caso di parità, l'ordine del posizionamento in classifica è stato definito in base all'indice tecnico, i cui criteri sono:
- Punti;
- Ratio dei set vinti/persi;
- Ratio dei punti realizzati/subiti.
- Scontro diretto;
- Sorteggio[2].

In caso di walkover, la formazione qualificata al turno successivo è considerata vincitrice per 3-0 (25-0, 25-0, 25-0).

## Squadre partecipanti
| Squadra           | Qualificazione                                      |
| ----------------- | --------------------------------------------------- |
| Amigos do Vôlei   | 1ª al girone di andata di Superliga Série A 2023-24 |
| BVC               | 8ª al girone di andata di Superliga Série A 2023-24 |
| Índios Guarus     | 4ª al girone di andata di Superliga Série A 2023-24 |
| Minas             | 5ª al girone di andata di Superliga Série A 2023-24 |
| Norte Catarinense | 7ª al girone di andata di Superliga Série A 2023-24 |
| Sada              | 2ª al girone di andata di Superliga Série A 2023-24 |
| Sesi              | 3ª al girone di andata di Superliga Série A 2023-24 |
| Suzano            | 6ª al girone di andata di Superliga Série A 2023-24 |

## Torneo

### Tabellone
|  | Quarti di finale | Quarti di finale  | Quarti di finale |               |   | Semifinali    | Semifinali | Semifinali |  |  | Finale | Finale | Finale |  |
|  |                  |                   |                  |               |   |               |            |            |  |  |        |        |        |  |
|  | 1                | Amigos do Vôlei   | 1                |               |   |               |            |            |  |  |        |        |        |  |
|  | 1                | Amigos do Vôlei   | 1                |               |   |               |            |            |  |  |        |        |        |  |
|  | 8                | BVC               | 3                |               |   |               |            |            |  |  |        |        |        |  |
|  | 8                | BVC               | 3                |               | 8 | BVC           | 2          |            |  |  |        |        |        |  |
|  |                  |                   |                  |               | 8 | BVC           | 2          |            |  |  |        |        |        |  |
|  |                  |                   | 4                | Índios Guarus | 3 |               |            |            |  |  |        |        |        |  |
|  | 4                | Índios Guarus     | 4                | Índios Guarus | 3 | 3             |            |            |  |  |        |        |        |  |
|  | 4                | Índios Guarus     |                  |               |   |               |            |            |  |  |        |        |        |  |
|  | 5                | Minas             | 1                |               |   |               |            |            |  |  |        |        |        |  |
|  | 5                | Minas             | 1                |               | 4 | Índios Guarus | 0          |            |  |  |        |        |        |  |
|  |                  |                   |                  |               |   |               |            |            |  |  |        |        |        |  |
|  |                  |                   | 2                | Sada          | 3 |               |            |            |  |  |        |        |        |  |
|  | 2                | Sada              | 2                | Sada          | 3 | 3             |            |            |  |  |        |        |        |  |
|  | 2                | Sada              |                  |               |   |               |            |            |  |  |        |        |        |  |
|  | 7                | Norte Catarinense | 1                |               |   |               |            |            |  |  |        |        |        |  |
|  | 7                | Norte Catarinense | 1                |               | 2 | Sada          | 3          |            |  |  |        |        |        |  |
|  |                  |                   |                  |               | 2 | Sada          | 3          |            |  |  |        |        |        |  |
|  |                  |                   | 3                | Sesi          | 0 |               |            |            |  |  |        |        |        |  |
|  | 3                | Sesi              | 3                | Sesi          | 0 | 3             |            |            |  |  |        |        |        |  |
|  | 3                | Sesi              |                  |               |   |               |            |            |  |  |        |        |        |  |
|  | 6                | Suzano            | 0                |               |   |               |            |            |  |  |        |        |        |  |

### Risultati

#### Quarti di finale
| 26 gennaio 2024 Arena Municipal, São José dos Campos Durata: 2h:19 - Spettatori: ?      | Amigos do Vôlei | 1 - 3 | BVC               | 23-25, 23-25, 25-19, 22-25 |
| 25 gennaio 2024 Ginásio Arnaldo José Celeste, Guarulhos Durata: 2h:08 - Spettatori: ?   | Índios Guarus   | 3 - 1 | Minas             | 19-25, 25-19, 25-23, 25-23 |
| 25 gennaio 2024 Ginásio Poliesportivo do Riacho, Contagem Durata: 2h:08 - Spettatori: ? | Sada            | 3 - 1 | Norte Catarinense | 23-25, 25-22, 25-23, 25-19 |
| 24 gennaio 2024 Ginásio Paulo Skaf, Bauru Durata: 1h:58 - Spettatori: ?                 | Sesi            | 3 - 0 | Suzano            | 30-28, 30-28, 25-21        |

#### Semifinali
| 9 marzo 2024 Arena Multiuso, São José Durata: 2h:15 - Spettatori: ? | BVC  | 2 - 3 | Índios Guarus | 26-24, 25-19, 19-25, 22-25, 12-15 |
| 9 marzo 2024 Arena Multiuso, São José Durata: 1h:33 - Spettatori: ? | Sada | 3 - 0 | Sesi          | 25-16, 25-19, 25-21               |

#### Finale
| 10 marzo 2024 Arena Multiuso, São José Durata: 1h:33 - Spettatori: ? | Índios Guarus | 0 - 3 | Sada | 23-25, 18-25, 17-25 |

## Classifica finale
| Pos | Squadre           |
| --- | ----------------- |
|     | Sada              |
| 2   | Índios Guarus     |
| 3   | Sesi              |
| 4   | BVC               |
| 5   | Amigos do Vôlei   |
| 6   | Minas             |
| 7   | Suzano            |
| 8   | Norte Catarinense |